# Hamearis primipara
Hamearis primipara är en fjärilsart som beskrevs av Agassiz 1900. Hamearis primipara ingår i släktet Hamearis och familjen Riodinidae. Inga underarter finns listade i Catalogue of Life.